# Scarpe (album)
Scarpe è un album del gruppo rock genovese La Rosa Tatuata, pubblicato nel 2014 dopo 8 anni dall'ultimo album, Caino.

## Tracce
1. Terre di confine
2. Ogni notte d'estate
3. Bei tempi andati
4. In piena luce
5. Aprimi le ali
6. In fondo allo specchio
7. Tutto quel che arriverà
8. Non c'è più fame
9. Danzando con i tuoi demoni
10. Il giardino delle rose giganti
11. Scarpe
12. Tutti cercano